# Guy Penrod
Guy Penrod (* 2. Juli 1963 in Abilene, Texas) ist ein US-amerikanischer Gospel- und Christian-Music-Sänger, der als Sänger der Gaither Vocal Band bekannt wurde.

## Biografie
Penrod wuchs in einer Pastorenfamilie im Südwesten der USA auf. An der Liberty University in Lynchburg studierte er Musik und Gesang. Danach arbeitete er kurze Zeit als Musiklehrer an einer christlichen Schule in Atlanta, bevor er als professioneller Musiker nach Nashville ging.
In der Musikmetropole arbeitete er als Studiosänger für zahlreiche bekannte Musiker aus dem Bereich Country und Gospel und trat regelmäßig in der TV-Sendung Music City Tonight auf.
1994 wurde er Leadsänger der Gaither Vocal Band. Es begann die erfolgreichste Zeit der Band mit acht Top-10-Alben mit seiner Beteiligung.
14 Jahre blieb er eine prägende Stimme von Bill Gaithers Band, bevor er 2008 eine Auszeit nahm und sich schließlich selbständig machte und eine Solokarriere begann. Sein Solodebüt Breathe Deep erschien 2010 und erreichte die Top 10 der Christian Charts.

## Diskografie

### Alben
- 2010: Breathe Deep
- 2012: Hymns
- 2014: Worship
- 2014: Christmas
- 2016: Live: Hymns & Worship
- 2017: Classics
- 2018: Blessed Assurance
- 2020: Guy Penrod Collection

### Videoalben
- 2005: The Best of Guy Penrod (US: Gold)[2]